# Distrito de Bácsalmás
El distrito de Bácsalmás (húngaro: Bácsalmási járás) es un distrito húngaro perteneciente al condado de Bács-Kiskun.
En 2013 tenía 19 983 habitantes. Su capital es Bácsalmás.

## Municipios
El distrito tiene una ciudad (en negrita), un pueblo mayor (en cursiva) y 8 pueblos (población a 1 de enero de 2013):
- Bácsalmás (6811) – la capital
- Bácsbokod (2656)
- Bácsborsód (1179)
- Bácsszőlős (349)
- Csikéria (868)
- Katymár (1951)
- Kunbaja (1562)
- Madaras (2903)
- Mátételke (476)
- Tataháza (1228)